# Leonard Gavriliu
Leonard Gavriliu (n. 1 aprilie 1927 – d. 30 iunie 2018, Pașcani, Iași, România) a fost un psiholog, scriitor, publicist și traducător român. A publicat poezie, proză, critică literară, eseuri, studii științifice. Studii elementare și gimnaziale în orașul natal, iar liceale la Cernăuți, Pitești, Iași și Timișoara. Student medicinist în anii 1952-1955, la Iași și Timișoara, iar în 1955-1956 student la Facultatea de Filologie a Universității din București, de unde se retrage ca să se încadreze în redacția revistei Scrisul bănățean, la Timișoara. În anul 1966 a absolvit, ca șef de promoție, Facultatea de Filosofie a Universității din București. În 1974 a obținut titlul de doctor în Psihologie la Universitatea A.I.Cuza din iași, cu teza Structură și determinism în psihologia abisală. A fost membru al Uniunii Scriitorilor din România din 1956. A fost primul traducător în limba română al operelor lui Sigmund Freud (1980) și Alfred Adler (1991).

## Activitate publicistică
A debutat cu versuri (1939) în revista Luminița, scoasă de profesorul Ion Mitroiu la Gimnaziul CRF din Pașcani, iar cu proză (1947)în revista Pygmalion din Iași, la recomandarea lui George Mărgărit. A fost redactor la ziarul Luptătorul bănățean din Timișoara (1948-1952), secretar de redacție și șef secție critică literară la revista Scrisul bănățean (1956-1961), fondator și redactor-șef al revistei Studium din Suceava (1970-1972), redactor și șef de rubrică la ziarul Informația Bucureștiului (1972-1989), consilier al editurilor IRI și Univers Enciclopedic din  București (1995-2004), consilier al revistei Spirit militar modern. Este directorul fondator al revistei trimestriale Spiritul Critic, care din ianuarie 2003 apare la Pașcani. Între anii 1992/2003, a colaborat asiduu la revistele România Mare și Politica, precum și la revista Vremea a lui Adrian Păunescu.

## Activitate didactică și științifică
În 1965, pe când încă mai era student, a descoperit o iluzie de greutate radical diferită de acelea de tipul size-weight illusion, iluzia descoperită de el implicând o prealabilă experiență cognitivă, demonstrată experimental (= Iluzia Gavriliu)(vezi Dicționar de cerebrologie, 2008, cap. Iluzie). În perioada 1966-1972 a fost preparator, asistent și lector universitar la Institutul Pedagogic de 3 ani din Suceava. A inițiat și efectuat cercetări sistematice privind relația determinantă dintre interese și aptitudini în dezvoltarea omului, scoțându-se în evidență rolul nefast al cultivării unor interese neconcordante cu aptitudinile reale ale individului. În 1968, fiind  și ghid ONT, a argumentat necesitatea înființării unei discipilne aparte, Psihologia turismului, utilă tuturor lucrătorilor din acest domeniu și în mod special ghizilor (a se vedea revista SUCEAVA/iunie 1968).  Din 1974 este doctor în Psihologie. Sporadic, între anii 1984-1987, a predat și un curs de Psihologie a muncii industriale la Institutul Politehnic din București. În perioada 1994-1996 a fost expert parlamentar în Senatul României.Operă capitală: elaborarea unui dicționar de cerebrologie (ediția princeps, 1998), unde a formulat, între altele, legea coextensiunii anatomofuncționale CREIER - ORGANISM. Autor (1998) al ipotezei că aporiile lui Zenon din Eleea sunt expresia kineziagnoziei de care suferea filosoful grec, adică a incapacității patologice a acestuia de a percepe mișcarea și de a o admite ca atare (vezi Dicționar de cerebrologie, 1998, 2008, art. Zenon). Meditații perseverente, inclusiv experimente imaginare referitoare la noțiunea de psihic, la așa-numita relație corp-psihic (body-mind), soldate cu admiterea supoziției lui Daniel Cohen că memoria omului postuterin rezidă în genele necodante, supranumite silențioase. A demonstrat cu eleganță acest fapt: de vreme ce reflexele și instinctele își au sediul în genele necodante (filogenom), în mod necesar deprinderile etc., în general conștiința, sunt opera genelor necodante (ontogenom). A se vedea eseul intitulat Anti-Warwick Collins. O filosofie a genomului (2012), unde autorul propune un experiment crucial întru soluționarea acestei probleme fundamentale.

## Cărți publicate

### Beletristică și critică literară
- Vânt pe trestii, sonete (1948) - debutul editorial
- Inconștientul în viziunea lui Lucian Blaga (1997)
- Cum am „evadat” din Armata Roșie (1999)
- Reparând zidul, versuri (1999)
- Aventuri pe Siret, proză autobiografică (2001)
- Il traduttore tradito per la Casa Editrice Niculescu (2003)
- Interlocutori din secolul XX (2003)
- Judecăți critice, vol. I (2004), vol. II (2005), vol. III (2006), vol. IV (2007)
- Jurnalul anului revoluționar 1989 (2004)
- Sisif în pisc, poeme (2005)
- Jurnalul lui Marcel (2005)
- Polemici necordiale (2005)
- Aventuri pe Jijia și pe Bahlui, scriere autobiografică (2005)
- Aventuri pe Bega, pe Dâmbovița și la apa Sucevei (2006)
- Oameni din Pascani, în câte un interviu-autoportret (2007)
- Bucuria de a muri, dramă științifico-fantastică în 3 momente (2007)
- Scrisori de la scriitori (Secolul XX) (2009)
- Căutătorul de comori, roman (2009)
- Aventuri pe Bega, pe Dâmbovița si pe Mureș (Pagini de jurnal 1956-1960)(2009)
- Judecăți critice, vol.V (2009)
- Virajul, roman (2010)
- Judecăți critice, vol.VI (2011)
- Pe urmele unui jurnal ars la Suceava, roman (2012)
- Judecăți critice, vol.VII (2012)

### Lucrări științifice
- Introducere în psihologia educației (1969)
- Mic tratat de sofistică (1996)
- Dicționar de cerebrologie (Creier și psihic) ediția I (1998); ediția a II-a, revăzută și adăugită (2008)
- Cerebrologie și filosofie. O privire asupra dualismului (2000)
- Inteligența și patologia ei. Ce este prostia (2001)
- Sfârșitul Erei Freud? (2006)
- Scrisori de la Vasile Pavelcu (Istoria unui doctorat în Psihologie (2011)
- Introducere in Psihologia educației, ediția a II-a (2011)
- Anti - Warwick Collins. O filosofie a genomului,(2012)
- Structură și determinism în psihologia abisală: Un studiu critic (2013)

### Traduceri
A tradus zeci de volume din limbile franceză, germană, engleză și italiană. A fost primul traducător care a tradus în limba română operele lui Sigmund Freud și Alfred Adler.

## Premii și distincții
- Premiul național al revistei România Mare (1992)
- Premiul Maior Alexandru Chiappella al revistei Spirit militar modern (2001)
- Cetățean de onoare al Municipiului Pașcani, din 2007
- Biblioteca Municipală ”Leonard Gavriliu” Pașcani, din 2017

## Afilieri
A devenit membru al Uniunii Scriitorilor din România în 1956.